# Lövösundet, Åland
Lövösundet eller Lövö Sundet är en sjö i Åland (Finland). Den ligger i den östra delen av landskapet, 30 km nordost om huvudstaden Mariehamn. Lövösundet ligger 0 meter över havet. Arean är 0,13 kvadratkilometer. Den ligger på ön Vårdö. Den sträcker sig 0,5 kilometer i nord-sydlig riktning, och 0,7 kilometer i öst-västlig riktning.